# Unbabel
Unbabel是一个翻译平台，总部位于美國加利福尼亚州的旧金山，在葡萄牙里斯本设有办事处，该公司目前在台式机和移动电话上共有超过25,000个翻译员，涵盖了45种语言。
Unbabel成立于2013年8月，公司于2014年3月推出正式服务。2014年7月，Unbabel成功筹集到了150万美元以支持其发展，许多公司都参与了投资。该公司是私人公司。